# Stemonocera bipunctata
Stemonocera bipunctata är en tvåvingeart som först beskrevs av Zia 1937.  Stemonocera bipunctata ingår i släktet Stemonocera och familjen borrflugor. Inga underarter finns listade i Catalogue of Life.